# Linopteridius hirsutus
Linopteridius hirsutus là một loài bọ cánh cứng trong họ Cerambycidae.